# The Magnificent Seven
 The Magnificent Seven (titulada Los siete magníficos en España, Argentina y México, y Siete hombres y un destino en Chile) es una película estadounidense estrenada el 23 de octubre de 1960, dirigida por John Sturges, con Yul Brynner, Steve McQueen, Charles Bronson, James Coburn, Horst Buchholz, Robert Vaughn, Eli Wallach y Brad Dexter en los papeles principales.
La película está basada en Los siete samuráis, de Akira Kurosawa, aunque es considerada por muchos expertos como un plagio, o una imitación. Con todo, Kurosawa mismo no procedió legalmente en contra de Sturges, limitándose a opinar que la película en sí misma era "una decepción".
La melodía principal de la música, compuesta por Elmer Bernstein, ha sido uno de los distintivos de la película, y fue imitada en un gran número de westerns posteriores.
La película es considerada un clásico del género western, y fue candidata al Óscar a la mejor música.

## Argumento
Un pequeño pueblo mexicano cerca de la frontera con los Estados Unidos es asediado por una banda de malhechores, dirigidos por el sanguinario Calvera (Eli Wallach), que les quita a los labradores el fruto de sus cosechas. Los habitantes del pueblo deciden pedir ayuda a pistoleros profesionales estadounidenses, ya que les resulta más barato que comprar armas. A la vista de una paga reducida, acuden finalmente sólo siete hombres, determinados a liberar al pueblo de esa plaga: Chris Adams (Yul Brynner), el jefe de los siete, siempre decidido a todo (comenta que nunca se les había ofrecido tanto como en aquella ocasión, y que consistía en todo cuanto tenían); su amigo y ayudante Vin (Steve McQueen); Bernardo O´Reilly (Charles Bronson), un hombre fuerte y sentimental querido por los niños; Britt (James Coburn), alias "Largo", hábil tanto con el cuchillo como con el revólver; Lee (Robert Vaughn), un hombre sensible al igual que extraño, al que pocas veces se le ve utilizar arma alguna, según él, no debe nada a nadie... excepto a sí mismo; Harry Luck (Brad Dexter), un hombre no muy hábil con el revólver, que acaba demostrando que tiene un corazón valeroso cuando se trata de ayudar a un amigo; y, por último, un joven al que llaman Chico (Horst Buchholz), que no acepta un no por respuesta.
Calvera y sus hombres no tardan en aparecer por el pueblo, pero tanto los siete mercenarios como los labradores les sorprenden y acaban con la mayoría de ellos, exceptuando a Calvera y a otros veinte de los cuarenta que eran. Chico "coge prestado" un sombrero mexicano y consigue infiltrarse en el campamento, logrando una información valiosa: volverán a atacar. Pero Calvera, que lo reconoció, había ido con sus hombres al pueblo mientras los siete estaban de camino hacia el campamento. Al llegar allí, Calvera revela que el sopero del pueblo es un traidor, pero que en realidad ha sido engañado. Calvera obliga a los siete a partir a la frontera con diez de sus hombres como escolta. Pero Chris, Vin y los demás no dudan en volver al pueblo, exceptuando a Harry, que se marcha a su hogar. Al llegar allí, sorprenden a Calvera y sus hombres, pero mientras ellos son seis, los malhechores son veinte o más. Los pobladores les ayudan, pero Calvera acorrala a Chris. Justo a tiempo, regresa Harry Luck, quien entrega su vida para salvar la de Chris. Lee saca de la cárcel a los prisioneros mexicanos, pero un disparo mal dirigido le alcanza, y cae muerto. Bernardo, que hace guardia en el tejado, también es alcanzado por varios tiros, pero al ser tan fuerte, sigue peleando, hasta que otra bala le llega al corazón. Los niños contemplan tristemente cómo su ídolo muere en el campo de batalla y le prometen que en su tumba nunca faltarán flores frescas. Mientras el jefe llora la muerte de Harry, Calvera lo sorprende, pero Chris no duda en acabar con el bandido mexicano. Britt merodea por la valla y acaba con la mayoría de los hombres de Calvera pero, al pasar por el poste, revela que tiene sangre en el pecho y clava su navaja en el poste como símbolo de derrota. Chris descubre el cadáver de Britt y la navaja en la valla. La batalla termina y los restantes magníficos vuelven a casa, pero Chico regresa al pueblo tras revelar a Chris y a Vin que procede de uno de esos pueblos, y que está enamorado de Petra (Rosenda Monteros) una chica del pueblo. Chris y Vin vuelven como iguales, como amigos que vuelven de una aventura y parten hacia otra.

## Elenco
Los siete
- Yul Brynner como Chris Adams
- Steve McQueen como Vin Tanner

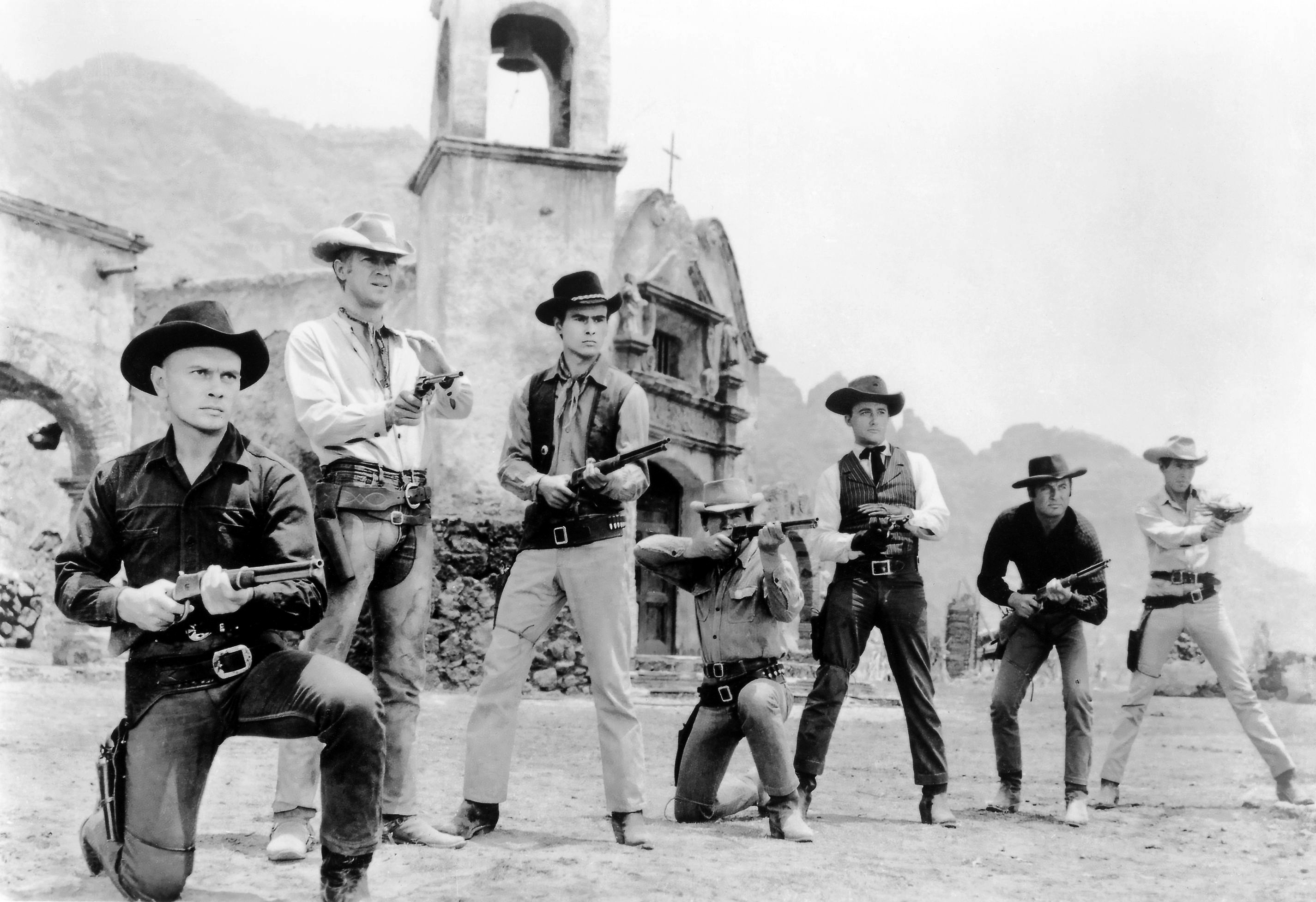
Foto publicitaria del elenco de "Los Siete". De izquierda a derecha: Yul Brynner, Steve McQueen, Horst Buchholz, Charles Bronson, Robert Vaughn, Brad Dexter, y James Coburn

- Charles Bronson como Bernardo O'Reilly
- Robert Vaughn como Lee
- Horst Buchholz como Chico
- James Coburn como Britt
- Brad Dexter como Harry Luck

Otros
- Eli Wallach como Calvera
- Vladimir Sokoloff como el viejo
- Jorge Martínez de Hoyos como Hilario
- Rosenda Monteros como Petra
- Rico Alaniz como Sotero
- Pepe Hern como Tomás
- Natividad Vacío como Miguel
- Robert J. Wilke como Wallace
- Whit Bissell como Chamlee
- Val Avery como Henry
- Bing Russell como Robert
- Valentín de Vargas como Santos

## Producción
La película fue filmada por el director de fotografía Charles Lang en un formato anamórfico de 35 mm., usando lentes Panavision. El rodaje comenzó el 1 de marzo de 1960 en México, donde se construyeron tanto el pueblo como la ciudad fronteriza de los Estados Unidos para la película. La localización fue en Cuernavaca, Durango y Tepoztlán y en los Estudios Churubusco de Ciudad de México. Las primeras escenas fueron la primera parte del viaje de los seis pistoleros a la aldea mexicana antes de que Chico ingresara al grupo.

## Secuelas
El éxito de la película hizo que se realizaran tres secuelas más y una serie de televisión. Entre las secuelas se encuentran:
- El regreso de los siete magníficos
- La furia de los siete magníficos
- El desafío de los siete magníficos
- Los siete magníficos. En esta ocasión, a los siete magníficos los reúne el juez Oren Travis, interpretado por Robert Vaughn, actor de la película original. Los siete magníficos están liderados una vez más por Chris y Vin, como en las dos primeras películas, si bien le han cambiado el apellido a Chris, que ahora responde al nombre de Chris Larabee. A través de 23 episodios de una hora los magníficos van deshaciendo entuertos y persiguiendo a los malvados.
- Los siete magníficos (2016)